# Кысакюрек, Неджип Фазыл
Неджип Фазыл Кысакюрек (имя при рождении Ахмет Неджип, 26 мая 1904 — 25 мая 1983) — турецкий поэт, писатель и драматург представитель символизма.

## Биография
Родился в Стамбуле. Учился в американском и французском колледжах. В 1922 году окончил военно-морскую школу. Среди учителей Неджипа были Ахмет Хамди Аксеки и Яхья Кемаль. В 1924 году окончил философский факультет Стамбульского университета. Одним из его близких друзей в университете был Хасан Али Юджель. В 1924-25 годах учился во Франции на стипендию министерства образования Турции. Получил степень бакалавра искусств и магистра в Сорбоннском университете.
После возвращения в Турцию увлёкся идеями проповедника Абдулхакима Арваси, который оказал на поэта большое влияние. В 1926-39 годах работал инспектором в ряде банков. В 1939-42 годах читал лекции в Анкарской консерватории и академии изящных искусств. После 1942 года целиком сосредоточился на творческой деятельности.
Умер 25 мая 1983 года в собственном доме, расположенном в стамбульском квартале Эренкёй. Кысакюрек заявлял, что не хочет, чтобы на его похоронах играла музыка и приносили цветы, вместо этого церемония должна была сопровождаться чтением Корана и суры «Аль-Фатиха».

## Вклад
Первая поэма Кысакюррека была опубликована 1 июля 1923 года в журнале «Yeni Mecmua». Писал сборники стихов, символические рассказы и пьесы. Также перу Кысакюрека принадлежит ряд литературоведческих работ.
С 1936 года издавал журнал «Ağaç», в котором публиковались Ахмед Хамди Танпынар, Ахмет Кутси Теджер и Мустафа Шекип Тунч. Конкурентом «Ağaç» был издаваемый Якубом Кадри журнал «Kadro». «Ağaç» был закрыт в связи с недостатком спроса среди аудитории.
В 1943-78 годах Кысакюрек издавал журнал «Büyük Doğu», в котором освещались вопросы политики и религии. Первоначально журнал придерживался принципа плюралимзма, в нём публиковались люди с разными взглядами. Позднее, после поворота общего направления журнала в сторону религии, ряд публицистов, в том числе Бедри Рахми и Саит Фаик перестали печататься в журнале. Несколько раз журнал закрывался по решению властей, в вину ему ставилась в частности критика секуляризма и поддержка султана Абдул-Хамида II.